# Софија
Софија (буг. София) је главни и највећи град Републике Бугарске и седиште два округа, града Софије и Софијске области. Налази се у западном делу земље, у Софијском пољу које је окружено планинама Витоша на југу, Љулин на западу и Старом планином на северу. Кроз Софију протиче неколико малих река попут Владајске и Перловске, док највећа бугарска река Искар протиче источно од града. Град је према попису из 2011. имао 1.291.591 становника који чине 17,5% од укупног броја грађана земље, док је у широј околини живело 1.681.592 људи. Један је од већих градова по броју становника у југоисточној Европи и петнаести највећи град у Европској унији. Према процени Националног института за статистику Републике Бугарске из 2022. године Софија има 1.280.334 становника.
Софија је добила име по цркви Свете Софије.

## Географија
Град Софија сместио се у крајње западном делу Бугарске, на свега 50 km од српске границе. Обала Црног мора је на око 450 km источно.
Као један од најстаријих градова у унутрашњости Балкана, Софија ову особеност дугује веома повољном положају. Заправо, град се налази на укрштању више важних саобраћајних праваца. Софија је смештена у средишњем делу пространог Софијског поља, које се везује клисурама и превојима ка Влашкој низији и Дунаву на северу, ка долини Мораве на западу, ка долини Струме и Егејском мору на југу и ка Тракији на истоку.
Софија спада у највише престонице Европе. Надморска висина града је 550 m, а околне планине досежу и преко 2000 m. Најближа граду, планина Витоша, налази се непосредно јужно од града и висока је чак 2.290 m. И поред тога град је у равном Софијском пољу, које је затворено са свих страна планинама.
Кроз Софију протиче неколико малих река попут Владајске и Перловске, док највећа бугарска река Искар протиче источно од града. Околина града богата је минералним изворима и бањским лечилиштима.

### Клима
| Клима Софије                            | Клима Софије  | Клима Софије | Клима Софије | Клима Софије | Клима Софије | Клима Софије | Клима Софије | Клима Софије | Клима Софије | Клима Софије | Клима Софије | Клима Софије | Клима Софије |
| Показатељ \ Месец                       | .Јан.         | .Феб.        | .Мар.        | .Апр.        | .Мај.        | .Јун.        | .Јул.        | .Авг.        | .Сеп.        | .Окт.        | .Нов.        | .Дец.        | .Год.        |
| --------------------------------------- | ------------- | ------------ | ------------ | ------------ | ------------ | ------------ | ------------ | ------------ | ------------ | ------------ | ------------ | ------------ | ------------ |
| Апсолутни максимум, °C (°F)             | 17,8 (64)     | 22,0 (71,6)  | 27,5 (81,5)  | 30,3 (86,5)  | 34,0 (93,2)  | 38,0 (100,4) | 41,0 (105,8) | 39,4 (102,9) | 36,1 (97)    | 33,9 (93)    | 25,5 (77,9)  | 20,1 (68,2)  | 41,0 (105,8) |
| Средњи максимум, °C (°F)                | 4,0 (39,2)    | 5,8 (42,4)   | 12,1 (53,8)  | 16,6 (61,9)  | 21,9 (71,4)  | 25,4 (77,7)  | 28,4 (83,1)  | 28,5 (83,3)  | 23,3 (73,9)  | 17,7 (63,9)  | 11,1 (52)    | 4,5 (40,1)   | 16,7 (62,1)  |
| Просек, °C (°F)                         | −0,5 (31,1)   | 1,1 (34)     | 5,4 (41,7)   | 10,6 (51,1)  | 15,4 (59,7)  | 18,9 (66)    | 21,2 (70,2)  | 21 (70)      | 16,5 (61,7)  | 11,3 (52,3)  | 5,1 (41,2)   | 0,7 (33,3)   | 10,6 (51,1)  |
| Средњи минимум, °C (°F)                 | −3,9 (25)     | −2,2 (28)    | 1,6 (34,9)   | 5,6 (42,1)   | 10,1 (50,2)  | 13,3 (55,9)  | 15,5 (59,9)  | 15,4 (59,7)  | 11,2 (52,2)  | 6,7 (44,1)   | 2,2 (36)     | −2,4 (27,7)  | 6,1 (43)     |
| Апсолутни минимум, °C (°F)              | −24,0 (−11,2) | −25,0 (−13)  | −16,1 (3)    | −6,0 (21,2)  | −2,0 (28,4)  | 1,4 (34,5)   | 4,0 (39,2)   | 3,9 (39)     | −1,0 (30,2)  | −6,0 (21,2)  | −15,0 (5)    | −20,0 (−4)   | −25,0 (−13)  |
| Количина падавина, mm (in)              | 28 (11)       | 31 (12,2)    | 38 (15)      | 51 (20,1)    | 73 (28,7)    | 75 (29,5)    | 63 (24,8)    | 51 (20,1)    | 38 (15)      | 35 (13,8)    | 48 (18,9)    | 40 (15,7)    | 571 (224,8)  |
| Извор: worldweather.org, Погода и Клима |               |              |              |              |              |              |              |              |              |              |              |              |              |

## Историја
Током времена је имала више имена. Остаци старог града су и данас видљиви.
Софија је прво била трачка насеобина по имену Сердика, названа по трачком племену Серди. По другом извору, Средец је поистовећен са Сердиком градом, због Св. Терапонтија. Тај светац - "мученик и патрон лидски" из града Сардеса, "на мукама је наводно умро на 'дрвету Св. Терапонтија' средачкој цркви Старе Св. Петке". Та два града - имена су повезали духовници - тако дали Софији име. У доба античке Македоније ова област представљала је крајњи север грчке цивилизације. Рим ју је освојио 29. године нове ере, и постала је главни град провинције Дакија Медитеранеа. Хуни су је уништили 447. Град је поново изградио византијски император Јустинијан и преименовао у Триадица.
И Бугари су град називали Срјадец и Триадна - по Светој Тројици. Стари лингвисти сматрају на основу истраживања да се у Софији и другим градовима Дарданије (до Солуна и Видина) говорио "шопско-маћедонски дијалекат", за разлику од Пловдива до Црног мора где је прави "бугарски дијалекат".
Бугари су први пут заузели Сердику 809. године и град убрзо добија бугарски карактер. По једном бугарском историчару, они су одувек имали две престонице: Трново је било столица владара, а Средец столица народна. Срби и Бугари су град назвали Средац (буг. Средец), који се по Византинцима називао Средица што одговара имену Сердица. Баш град Софија је додирна тачка два православна народа Срба и Бугара, чија је историја вековима, битисањем на истом простору и страдањем од истог азијатског непријатеља, превише испреплетена, да би се превидела или заборавила.
Под Бугарима је име града било првобитно Средец, а касније је званично промењено у Софија (што на грчком значи "мудрост"). Грађани Средца али и Турци су град преименовали - дали "калуђерско име" по тамошњој цркви, коју је назидао српски краљ Милутин. Током касног средњег века град је захваљујући удаљености од царског Цариграда постао средиште бугарске власти, а тиме значајно трговачко и занатско средиште.
Након пада Ниша, Турцима се на царском друму (за Цариград) нашла Софија. Освојио је град 1378. године лала Махни-паша, али постоји верзија да је освајач био Балабан-бег 1382. године. У следећем, 15. веку хришћани предвођени пољским и угарским краљевима ослободили су и Софију. Сибињанин Јанко је 1443. године заузео град, али убрзо су Турци поново загосподарили њиме и "попале град под султаном Муратом". Када је у лето 1553. године путописац Антун Вранчић Шибенчанин посетио Софију, био је разочаран њеним стањем. Он са жаљењем примећује: "Софија је град у низини, без зидова, пружа се надалеко и нашироко. Густо је напучен и становницима и мноштвом кућа, велико је бугарско трговиште, на гласу по томе што се у њој стјече мноштво трговаца... У Софији нема ниједне боље куће. Готово ниједна није од камена. Ако су неке боље грађене, направљене су из обликоване, али непечене опеке, само су накрите печеним цреповима. Ипак град красе барем турски храмови са својим минаретима (12)." Уследило је дуже време турске доминације, све док 1689. године коњица грофа Пиколоминија није ушла на кратко у Софију. Пљачкали су град 1797. године одметници Крџалије, Позван-оглу-паше. Године 1829. ту је био главни стан (штаб) Мустафа-паше скадарског, одметника од султана.
Откако је Софија са окружењем припала Великој Бугарској, ту је од 1879. године стварана достојна престоница. За потребе нове државе изглед новог главног града је радикално промењен, за све две-три деценије добивши потпуно "европске" црте. Током овог времена град је доживео и нагли економски и демографски успон. Током Другог светског рата, Совјети су освојили Софију и пронемачку Бугарску. После тога је успостављена нова комунистичка држава, а град је наставио са растом и развојем. После отварања Бугарске ка Западу и демократизације друштва државу су захватили турбулентни процеси приватизације праћени великим привредним пропадањем и исељавањем становништва. Међутим, Софија је као главни град прошла много боље од остатка државе.

## Срби у Софији
Српска доминација у Софији и околини почиње у другој половини 12. века. До тада је доминирала Византија, над Србима и Бугарима. Град је освојен 1180. године из руку Византије (Грка) од стране Стефана Немање и угарског краља Беле III. Због смрти жене Бела се вратио на свој двор, а Немања је наставио своја освајања. Софија је град налазећи у "Старој Србији брдима на Средац", био у држави Стефана Немање, за коју се сматрало да од ње Срби нису имали сјајнију, моћнију и богатију. На крају 13. века област Дарданија са софијском територијом, чинила је центар српске државе до турског освајања. Српски краљ Милутин је у Средцу подигао највелелепнију цркву, по угледу на цркву Св. Софије у Цариграду. По њој је и сам град тада називан Софија. То је била саборна црква средачка, у којој је ктитор краљ Милутин, био у крипти сахрањен. Испунио му је завештање син Стефан Дечански, и три године после његове смрти, дао да се мошти пренесу из Скопља. Краљ је прво био сахрањен у скопском храму, својој задужбини посвећеној празнику Успењу Пресвете Богородице. Средац је једно време био престоница српског краља Милутина. По Лукачевићевом летопису мошти краља Милутина су пренете из цркве Св. Стефана на Косову, најпре у цркву Св. Марине у граду Средац.
Српски краљ Милутин је сахрањен у највелелепнијој саборној цркви, по угледу на цркву Св. Софије у Цариграду. По њој је и сам град тада називан Софија. Испунио му је завештање син Стефан Дечански, и три године после његове смрти, дао да се мошти пренесу из Скопља. Краљ је прво био сахрањен у скопском храму, својој задужбини посвећеној празнику Успењу Пресвете Богородице. По Лукачевићевом летопису мошти краља Милутина су пренете из цркве Св. Стефана на Косову, најпре у цркву Св. Марине у граду Средац.
За време Турака, средачка саборна црква (је изгледала јадно): "то је само гробница, која је уполак у углу једне баште." Крајем 19. века градске власти су одлучиле да уклоне цркву Светог краља, јер је наводно сметала регулацији града. Међутим народ се почео масовно окупљати и спречавао је телом рушење храма. Нова црква Св. краља подигнута је 1865. године и у њој су са леве стране олтара биле мошти у саркофагу. Путописац Мита Ракић 1881. године описује мошти краља Милутина као црне, без главе и ризе краљеве; наводно су Руси однели у Кијев главу и одежду. Ћивот је био покривен црвеном кадифом, а на поклопцу је мала сребрна па позлаћена икона (из 1803) на којој пише да је то краљ Милутин "серпскиј краљ". Сама црква је са по пет стубова са стране, од правог зеленог камена, у три комада. Главице на њима је лепо украсио неки мајстор из Дебра. Живопис је био слаб, самоковски. Када су маја 1889. дошли грађевинари да руше софијску цркву "Пречисту", пред њих је стало око 600 побожних жена. Гађале су камењем сваког ко би се приближио светињи. Од одлуке о рушењу се сасвим одустало тек када је гром ударио у цркву, у зид близу ковчега са краљевим моштима. Сматрало се да је то био божији знак негодовања, због претњи рушења.
После потписивања мировног уговора на крају Великог рата, мошти српског краља Милутина су изнете из крипте, и са великим пијететом у ћивоту постављене, са десне стране поред олтара.
За цркву Светог Краља везује се један ужасан догађај из 1925. године, као и једно православно чудо. Бугарски терористи из друштва "Македонствујушћи" су извршили атентат у храму пуном народа, за време црквене службе, 16. априла у 15.30 часова поподне. Поставили су терористи "паклену машину" горе, између торња и олтара, која је експлодирала. У том невероватно смишљеном масакру учињеном из политичке и личне освете, погинуло је на светом месту, чак 150 људи а 200 било тешко рањено. Мада је страдао силан народ, и црква тешко оштећена, напола срушена - десило се велико чудо - само свете мошти су остале недирнуте. Мошти Св. краља Милутина се и данас налазе у центру Софије, у храму Св. Недеље, који је одувек због њега, био место ходочашћа истинских православаца. Други српски светац Св. Ђорђе Кратовац, родом из Кратова, спаљен је 1515. године у граду Средецу. Софијски православни свештеник, поп Пеја је (1515—1523) године на српско-словенској редакцији написао житије Св. Ђорђа Кратовца. По државном попису Краљевине Бугарске 1900. године у Софији је живело 431 Србин. У Софијском санџаку је 1904. године било 415.797 становника. "Сем досељених Бугара у Софији, становништво је из племена Шопова."
Софију су ослободили Руси 1878. године и поклонили Бугарима. Руски циљеви су били остварени; да Софија и њена шира околина буду бугарски. А следеће 1879. године Софија је проглашена главним градом кнежевине Бугарске. Како је то био простор у којем су живели измешани Шопи и Бугари, ту је поникао главни град бугарски.
Године 1910. у Софији је постојао "Српски трговински музеј". Српску колонију у Софији чинило је тада 300 душа, а председник колоније био је трговац Стаменковић.
За време Турака, средачка саборна црква (је изгледала јадно): "то је само гробница, која је уполак у углу једне баште." Српски краљ је мртав сметао бугарским властодршцима, па су крајем 19. века градске власти одлучиле да уклоне цркву "Светог краља", јер је наводно сметала регулацији града. Међутим народ се почео масовно окупљати и спречавао је телом рушење храма. Нова црква Св. Краља подигнута је 1865. године и у њој су са леве стране олтара биле мошти у саркофагу. Путописац Мита Ракић 1881. године описује мошти краља Милутина као црне, без главе и ризе краљеве; наводно су Руси однели у Кијев главу и одежду? Ћивот је био покривен црвеном кадифом, а на поклопцу је мала сребрна па позлаћена икона (из 1803) на којој пише да је то краљ Милутин "серпскиј краљ". Сама црква је са по пет стубова са стране, од правог зеленог камена, у три комада. Главице на њима је лепо украсио неки мајстор из Дебра. Живопис је био слаб, самоковски.
Када су маја 1889. дошли грађевинари да руше софијску цркву "Пречисту", пред њих је стало око 600 побожних жена. Гађале су камењем сваког ко би се приближио светињи. Од одлуке о рушењу се сасвим одустало тек када је гром ударио у цркву, у зид близу ковчега са краљевим моштима. Сматрало се да је то био божији знак негодовања, због претњи рушења.
По писању бугарског листа "Камбана" 1916. године - дочекао је светац да му "суде" Бугари, њихова шовинистичка влада. Дуго се крило да се у Софији заиста налазе мошти српског свеца. Њихове књиге и медији су писали о неком неименованом "краљу", све до Првог светског рата. Тада се на путу мржње према главном непријатељу Србији, нашао један од највећи православних ктитора храмова. Намеравали су да његове мошти (после дуге трпељивости - а као недостојног) избаце из његове задужбине, цркве зване "Свети Краљ". Успели су само толико да га "гурну у забачени кут", а цркви силом наметну старо име - "Света Недеља". После потписивања мировног уговора на крају рата, мошти српског краља Милутина су изнете из крипте, и са великим пијететом у ћивоту постављене, са десне стране поред олтара.
За цркву Светог Краља везује се један ужасан догађај из 1925. године, као и једно православно чудо. Бугарски терористи из друштва "Македонствујушћи" су извршили атентат у храму пуном народа, за време црквене службе, 16. априла у 15.30 часова поподне. Поставили су терористи "паклену машину" горе, између торња и олтара, која је експлодирала. У том невероватно смишљеном масакру учињеном из политичке и личне освете, погинуло је на светом месту, чак 150 људи а 200 било тешко рањено. Мада је страдао силан народ, и црква тешко оштећена, напола срушена - десило се велико чудо - само свете мошти су остале недирнуте. Мошти Св. краља Милутина се и данас налазе у центру Софије, у храму Св. Недеље, који је одувек због њега, био место ходочашћа истинских православаца. На присуство краља Милутина у бугарској престоници подсећала је Србе песма са стиховима: "... Па испод Витоша Средац ил' Софија / где још лежи тело Душановог деда / А с Витоша вила на Србе изгледа..." Други српски светац Св. Ђорђе Кратовац, родом из Кратова, спаљен је 1515. године у граду Средецу. Софијски православни свештеник, поп Пеја је (1515—1523) године на српско-словенској редакцији написао житије Св. Ђорђа Кратовца.
Чешки барон Вратислав је на пропутовању 1591. године свратио у Софију, за коју пише: "То је велика и многољудна варош. У њој живи беглербег (румелијски) од Грчке. Варош је некад стојала под влашћу угарских краљева, а после под влашћу деспота или кнежева Србије, док је та владарска кућа трајала. По српској епској песми у граду Средцу (Софији) владао је властелин Грчић Манојло. Драгаш и Константин српски властелини су пре Косовске битке, изгубили Средац. Софију је 1382. године освојило Османско царство, и постала је главни град турске провинције Румелије. Под Турцима Софија је доживела "најцрње дане", окупирана била безмало пет векова. Софијски митрополит Каливит, ктитор тамошњег манастира Крениковци, био је Србин од рода српских деспота Ђурђа Бранковића.
У Софији и окружењу је било увек становника Срба, али се о томе мало зна. Аустријски посланик Соломон Швајгер је децембра 1578. године идући за Цариград, свратио у град и одсео у хану једног Дубровчанина. Избегла је након пропасти Првог српског устанка група Срба софијских занатлија у Срем. Пописани су маја 1814. године у Сремским Карловцима: дрводеље Цветко Пауновић, Никола Коњанин и Мита Ристић, затим шнајдери Михаил Стојановић и Јован Теодоровић, те зидар Манча Маринко(вић). Бурне 1878. године дигли су они свој глас молећи српског кнеза Милана Обреновића да их спасе од Бугара. Тако 9. маја 1878. године из непосредног окружења Софије, пре свега Костиног Брода (63 Срба) и пет софијских села, свој потпис ставило је њих још 145 домаћина. Тврдили су они, иако бугаризованих имена и презимена, да нису никако Бугари већ Старо Србје.
У манастиру Св. Ђорђа код Софије, сачуван је натпис надгробне плоче. На плочи је писало да се 1493. године "преставио" Теодор син Радивојев. Око те године ту је сахрањена и ћерка Драгана. Године 1443. узели су Софију савезници угарски краљ Владислав и Ђурађ Смедеревац. А 1595. године око 2000 српских хајдука освајају и плене град. Путописац Адам Венер је 1616. године путујући кроз тадашњу турску царевину прошао кроз Софију. Приспео је 16. јула у град који је наводи он прозван по некадашњој цркви која је тада постојала као џамија. У месту је било других лепих цркава, караван-сарај и топла бања. Становници су му били тада Бугари, "Дубровчани" (Срби!), Грци, Турци и Јевреји - који се "поглавито баве занатима и трговином". У Софији је у турско време у 16. веку било много дубровачких трговаца, који су поседовали трговачке привилегије. Таквих трговачких колонија је било и у другим местима на бугарској територији (Варна, Рушчук, Пловдив...) Како су Дубровчани били Срби католици углавном, уз њих су Бугари прелазили у католицизам, па се формирају католичке заједнице по тим местима. Оснивач бугарске католичке цркве био је у 16. веку фрањевац из Босне, Петар Солинат, послат да мисионари по бугарским земљама.
Године 1810. Божан Златковић трговац родом из "Сардике", живећи у Пешти је платио да се објави превод књиге о Св. Николи. Географску дело Јоакима Вујића 1825. године набавио је претплатом у Београду, Константин Стефановић родом из Софије. У Пешти је 1828. године купио српску књигу софијски трговац Бошко Златко. Књигу о брачном животу узео је 1833. године претплатом трговац и житар Антон Петровић из Софије. Момчиловићеву "Писменицу" објављену у Београду, купили су 1847. године софијски Срби и Бугари. Од Срба се на списку претплатника налазе: Анастас Теодоровић, Николај Јовановић инжењер, Стефан Антоновић "ахтар", те словенски учитељи Сотир Андрејевић и Симеон Антоновић, и Георгије Антоновић. Када је 1850. године у западној Бугарској тада турској територији, стварана организација за пропаганду српске идеје, она је постојала и у Софији. Главни агент заступник интереса српских "начелник" био је је тамошњи трговац Замфир Димитријевић, који је тргујући са Србијом одржавао тесне везе са Београдом. Затим су 1852. године српску књигу "Дечански првенац", купили Јованче Ђорђевић и Василије Константиновић ученик, за свог деду Хаџи Нешу трговца софијског. Књигу животних мудрости коју је приредио "нишевачки" (нишки) учитељ Петровић тражили су и из Софије. Тако је Софијски митрополит Гедеон узео 20 егземплара, а свештенођакон Дионизије Илијевић родом из Берковице, само за себе. Године 1854. у Софији "уништи српску школу Филарет учитељ". У Софији је за време Турака постојао метох Хиландара који је убране приходе слао на Свету Гору. Бугари су га по протеривању Турака приграбили за себе, јер је комплекс од више зграда ( којим су становале киријџије) који се налазио близу поште и телеграфа, био процењен на преко 100.000. динара. Софијски Срби предвођени манастирским настојником, су тражили да се та целина сачува за градњу српске цркве и школе. Након убиства и пљачке софијске породице др Шишмана (српског зета), власти су искористили прилику и протерали одатле многе становнике Србе "од неповерења". Банаћанин Радован Калиновић академски сликар, ученик Предићев и минхенски академац бавио се дванаест година у Бугарској. До 1894. године предавао је наставу цртања у гимназији у Софији, а пошто је одбио бугарско поданство (држављанство), био је "изгнат" одатле. Основана је крајем марта 1881. године у бугарској престоници "Југословенска задруга", са књижницом и читаоницом. Основали су је тамошњи Срби и избеглице Црногорци, њих 70. Друштву је истицан "југословенски карактер" (а не српски) да би радило на зближавању и повезивању "свих" југословенских народа. У Софији је 1889. године гостионицу "Код Одесе" држао један Србин, и ту се свраћали путници из Србије.
По државном попису Краљевине Бугарске 1900. године у Софији је живело 431 Србин. У Софијском санџаку је 1904. године било 415.797 становника. "Сем досељених Бугара у Софији, становништво је по селима српске народности из племена Шопова."
Софију су ослободили Руси 1878. године и поклонили Бугарима. Панта Срећковић је 26. априла/8. маја 1878. године писао је о стању у свом округу: Већина Софијске нахије искрено и од срца жели да потпадне под Србију... А здрав је и диван је, а радан је ово народ: ако не буде наш, нигда ни један Србин не треба да прежали. У лето 1878. године Срби из Софије су послали своју петицију потврђену са 280 потписа. Али Сан-Стефански мир па Берлински конгрес 1878. године то нису узели обзир. Руски циљеви су били остварени; да Софија и њена шира околина буду бугарски. А следеће 1879. године Софија је проглашена главним градом кнежевине Бугарске. Како је то био простор у којем су живели измешани Шопи (Срби) и Бугари, ту је поникао главни град бугарски, судећи по изјавама неких бугарских политичара, као би се пре свега истиснули Срби.
Године 1910. у Софији је постојао "Српски трговински музеј", у којем су чувани српски производи домаће радиности. Српску колонију у Софији чинило је тада 300 душа, а председник колоније био је трговац Стаменковић.

## Становништво
Жером-Адолф Бланки, пролазећи кроз Софију, пише да је 1841. Софија бројала више од 20.000 становника.
Било је на дан 1. јануар 1881. године у граду Софији 20.541 становник у 2968 домова. Ту је и седиште истоименог среза. Крајем 19. века, објављено је 1894. године да у граду живи 46.593 становника.
По званичном попису из 1999. године град Софија је имала 1.246.651 становника и густину насељености од 917 становника/km². Огромна већина градског становништва били су етнички Бугари (96%) православне вероисповести. Остатак су Роми (1,5%), Турци и Руси.
Као цела Бугарска и Софија има веома негативан природни прираштај, али високо досељавање становништва из других делова земље надокнађује природне губитке. И поред тога може се рећи да је последњих деценија година град у стагнацији по броју становника у поређењу са брзим растом након Другог светског рата.

## Привреда
Софија је главни центар бугарског економског живота. Производни сектор представља преко 800 великих фабрика које између осталог производе металске, производе од текстила, гуме, и коже. Поред тога ту су и штампарска индустрија и електронска индустрија. Софија је такође и финансијско средиште земље, седиште Бугарске националне банке, бугарске берзе, као и неких од највећих бугарских комерцијалних банака (попут Булбанке, ДСК банке и Уједињене бугарске банке). Грађевина, трговина и саобраћај су такође важни сектори локалне економије.

### Саобраћај
Са својим стратешким положајем, Софија је важан центар међународних железничких и ауто-рута. Сви главни типови саобраћаја (осим воденог) постоје у граду који има 8 железничких станица, Центар за контролу лета и аеродром. Три трансевропска саобраћајна коридора пролазе кроз град: 4, 8 и 10.
Јавни саобраћај је добро развијен и важан за економију града. Чине га метро, аутобуси, трамваји и тролејбуси. Преко 15.000 таксија има дозволу за рад а на територији града регистровано је и преко 800.000 приватних аутомобила. Убрзан раст града у последњој деценији истиче лоше генерално стање инфраструктуре.

## Градске знаменитости
У граду има 16 универзитета, међу којима су Технички универзитет као и Универзитет „Свети Климент Охридски“, основан 1888.
Ова православна метропола има и мноштво цркава, међу којима су значајније: Бојана, Светог Ђорђа, Свете Софије, Црква Свете Недеље (или Светог Краља, позната по томе што у њој почивају мошти српског краља Стефана Милутина) и патријаршијска катедрала, Храм Александра Невског.
Међу музејима, издвајају се: Национални археолошки музеј и Национални историјски музеј Бугарске.

## Занимљивости
Неки бугарски националисти претендују на територију Србије до Велике Мораве, коју називају Бугарска Морава, док надбискуп барски и примас Србије Марин Бици 1610. године у свом путопису Софију и Ћипровце смешта у Србију.

## Партнерски градови
- Алжир
- Анкара
- Берлин
- Братислава
- Регион главног града Брисела
- Букурешт
- Бурса
- Хелсинки
- Карловац
- Кијев
- Лондон
- Мадрид
- Милано
- Москва
- Питсбург
- Ílhavo
- Праг
- Санкт Петербург
- Salalah
- Тел Авив
- Тирана
- Варшава
- Јереван
- Беч
- Сидон
- Скопље
- Атина
- Аман

## Галерија
- Национално позориште „Иван Вазов”
- Војни клуб
- Национална галерија стране уметности
- Национала галерија уметности
- Св. Софија
- Зграда министарског савета (владе) Бугарске
- Бојански водопади у близини Софије
- Стари телевизијски торањ
- Унутрашњост Националног археолошког музеја
- Национална палата културе
- Џамија Бања-баши
- Синагога у Софији
- Булевар Витоша

### Цркве у Софији
- Храм Светог Александра Невског
- Црква Свете Недеље
- Црква Светог Ђорђа - ротонда
- Црква Бојана